# Магуния, Вальдемар
Вальдемар Магуния, (нем. Waldemar Magunia; 8 декабря 1902, Кёнигсберг — 16 февраля 1974, Ольденбург-ин-Хольштайн) — деятель НСДАП и СА. В разные годы занимал должности руководителя СА в Восточной Пруссии и генерального комиссара округа Киев в Рейхскомиссариате Украина.
По образованию — мастер пекарного дела. Был членом Фрайкора. В июне 1921 года вступил в НСДАП и первым возглавил СА в Восточной Пруссии. В 1933 стал членом Рейхстага, Президентом Ремесленной палаты Восточной Пруссии, ему были присвоены степени магистра сельскохозяйственных ремёсел (Landeshandwerksmeister) и окружного экономического советника (Gauwirtschaftsberater).
C 1937 по 1941 годы был окружным руководителем Германского трудового фронта (DAF) в Восточной Пруссии.
С августа 1941 по январь 1942 года был руководителем Гражданской администрации в округе Белосток (включавшем части территории современных Польши и Белоруссии), а также представителем восточнопрусского гауляйтера Э. Коха.
Кроме того, 14 февраля 1942 года был назначен на должность генерального комиссара генерального округа Киев (до него эту должность занимал бригадефюрер СА Хельмут Квитцрау), а в июле ему присвоено звание оберфюрера СА. Занимал должность генерального комиссара вплоть до освобождения Киева в ноябре 1943 года советскими войсками.
В 1944 г. составил доклад, где подробно анализировал опыт оккупационной администрации в Киевском округе.
После 1945 года он был директором завода в Ольденбурге в Гольштейне. В 1957 г. неудачно баллотировался в бундестаг от маргинальной Немецкой имперской партии.